# Sidoharjo (Guntur)
Sidoharjo is een bestuurslaag in het regentschap Demak van de provincie Midden-Java, Indonesië. Sidoharjo telt 2022 inwoners (volkstelling 2010).